# Krkonošské podhůří
Krkonošské podhůří je geomorfologický celek v severních a severovýchodních Čechách, zaujímající rozlohu 1229 km² v povodí Labe, Úpy a Jizery. Jedná se o velmi členitou krajinu s reliéfem pahorkatiny a vrchoviny o střední nadmořské výšce 463 m. Největší obcí v Krkonošském podhůří je město Trutnov s více než 30 tisíci obyvateli.
Z geologického hlediska je Krkonošské podhůří spojováno s pojmem podkrkonošský permokarbon.

## Vrcholy
Nejvyššími vrcholy jednotlivých geomorfologických podcelků Krkonošského podhůří jsou Hejlov (839 m) v Krkonošském národním parku u Jablonce nad Jizerou, v Železnobrodské vrchovině, Baba (673 m) v Podkrkonošské pahorkatině a Zvičina (672 m) ve Zvičinsko-kocléřovském hřbetu.
Další nejvyšší a nejprominentnější hory a kopce se nacházejí v Seznamu vrcholů v Krkonošském podhůří.

## Geomorfologické členění
Celek Krkonošské podhůří (dle značení Jaromíra Demka IVA–8) se člení na podcelky Železnobrodská vrchovina (IVA–8A) na západě, Podkrkonošská pahorkatina (IVA–8B) na severu a východě a Zvičinsko-kocléřovský hřbet (IVA–8C) na jihu.
| Geomorfologické členění Krkonošského podhůří                           | Geomorfologické členění Krkonošského podhůří | Geomorfologické členění Krkonošského podhůří   |
| ---------------------------------------------------------------------- | -------------------------------------------- | ---------------------------------------------- |
| ČESKÁ VYSOČINA • Krkonošsko-jesenická subprovincie • Krkonošská oblast |                                              |                                                |
| ŽELEZNOBRODSKÁ VRCHOVINA                                               | Bozkovská vrchovina                          | (bezejmenný, 603 m, severovýchodně od Jirkova) |
| ŽELEZNOBRODSKÁ VRCHOVINA                                               | Vysocká hornatina                            | (Hejlov, 839 m)                                |
| PODKRKONOŠSKÁ PAHORKATINA                                              | Lomnická vrchovina                           | (Strážník, 611 m)                              |
| PODKRKONOŠSKÁ PAHORKATINA                                              | Staropacká vrchovina                         | (Stráž, 630 m)                                 |
| PODKRKONOŠSKÁ PAHORKATINA                                              | Novopacká vrchovina                          | (Kumburk, 639 m)                               |
| PODKRKONOŠSKÁ PAHORKATINA                                              | Hostinská pahorkatina                        | (Liščí kopec, 547 m)                           |
| PODKRKONOŠSKÁ PAHORKATINA                                              | Trutnovská pahorkatina                       | (Čížkovy kameny, 632 m)                        |
| PODKRKONOŠSKÁ PAHORKATINA                                              | Mladobucká vrchovina                         | (Baba, 673 m)                                  |
| ZVIČINSKO- KOCLÉŘOVSKÝ HŘBET                                           | Zvičinský hřbet                              | (Zvičina, 672 m)                               |
| ZVIČINSKO- KOCLÉŘOVSKÝ HŘBET                                           | Kocléřovský hřbet                            | (Liščí hora, 612 m)                            |
| PROVINCIE • Subprovincie • Oblast / Celek / PODCELEK • Okrsek • Vrchol |                                              |                                                |